# Plagiocefalia
A plagiocefalia (do grego Plagio = oblíquo e cefala= cabeça) resulta da fusão unilateral prematura (a junta lateral) das suturas coronal ou lambdoide. A sutura lambdoide une o osso ocipital (osso que une à cabeça com a coluna vertebral) com os ossos parietais (ossos laterais superiores) do crânio.
A plagiocefalia é um transtorno caracterizado por uma distorção assimétrica (aplastamento lateral) do cranio. É comum encontrá-la ao nascer e pode ser o resultado de uma má formação cerebral, um ambiente intrauterino restritivo ou de uma tortícole (um espasmo ou rigidez dos músculos do pescoço). 
Uma de suas variantes mais estendidas é a plagiocefalia Posicional que consiste numa deformação cranial que descreve um paralelogramo desde a vista superior da cabeça e que gera na zona posterior do crânio um aplanamento lateral. Esta deformação é produto de uma postura prolongada numa só posição, causada geralmente por um torcícolo posicional ou congênita. Produz orelhas desalinhdas, assimetria facial e abombamento da frente. 
Para correto diagnóstico um neurocirurgião ou um neurologista pediátrico deve ser consultado. 

## Tratamento com capacete
A plagiocefalia de origem posicional pode ser tratada com uma órtese craniana conhecida popularmente como capacete. O objetivo desta órtese é restringir passivamente o crescimento da região mais alta e deixar espaço para que a região mais achatada se desenvolva. O tratamento é indicado para bebês de 4 a 18 meses, sendo os melhores resultados nos bebês mais jovens. O tempo de tratamento varia de acordo com a gravidade e o desenvolvimento da criança. Durante o tratamento, o bebê tem que usar o capacete 23h por dia.
O bebê não sente nenhum incômodo usando o capacetinho, geralmente eles se acostumam rapidamente.